# Heredity

Heredity (en español, «Herencia») es una revista científica  con sistema de revisión por pares publicada por Nature Publishing Group. Publica artículos científicos originales en varios campos de la genética, tanto de plantas, animales, humanos como microorganismos. Fue fundada por Ronald Fisher y Cyril Dean Darlington in 1947. Es la revista oficial de la Sociedad de Genética del Reino Unido. Desde 1996 la publicación de esta revista la viene realizando Nature Publishing Group.
Heredity se indexa en Aquatic Sciences and Fisheries Abstracts, Chemical Abstracts, Current Contents, Medline, PubMed, Science Citation Index y Scopus. De acuerdo a Journal Citation Reports, el factor de impacto  de esta revista para 2010 es 4,569. Esto la posiciona como número 28 entre 156 en el área de Genética.
La actual (2025) editora en jefe es Sara Goodacre de la Universidad de Nottingham.